# Billions to Sneeze At
A Billions to Sneeze At Carl Barks író és rajzoló 1951-ben megjelent képregénye Donald kacsa és Dagobert bácsi főszereplésével. Az eredetileg cím nélküli történet a Dell Comics Walt Disney’s Comics and Stories című sorozatának 124. számában jelent meg először, melyben Donald be akarja bizonyítani multimilliárdos bácsikájának, hogy nem csak gorombasággal és kapzsisággal, hanem kedvességgel és jóindulattal is lehet pénzt keresni.

## A cselekmény
|  | Alább a cselekmény részletei következnek! |

Donald beteg az aggodalomtól, miképp fogja visszafizetni multimilliárdos Dagobert bácsikájának azt a négy dollárt, amivel még tartozik neki. A kölcsön aznap jár le, így nem halaszthatja tovább. Két dollárért eladja a váltóingét, három unokaöccse, Tiki, Niki és Viki pedig odaadják neki a malacperselyükben összegyűlt egy dollárt és 99 centet. Donald így elindul, hogy visszaadja a kölcsönt, és abban reménykedik, hogy bácsikája nem fogja észrevenni a hiányzó egy centet.
Dagobert természetesen centről centre átszámolja a pénzt, észreveszi a hiányt, és haragjában kioktatja Donaldot, mondván nem azért lett a világ leggazdagabb kacsája, mert átsiklik a figyelme egyetlen centen is. Mivel Dagobertnek aznap több kihelyezett kölcsöne is lejárt, beleegyezik, hogy Donald ledolgozza a tartozását azzal, hogy segít neki a behajtásnál. Első útjuk egy szegény mosónőhöz vezet, aki nem tudta fizetni a részleteket, így Dagobert könyörtelenül lefoglalja a mosógépét. Donald azonban talál egy ötcentest, amivel kisegíti az asszonyt. Mivel így Dagobert semmi hasznát nem látta Donaldnak a behajtásnál, az ő tartozása továbbra is esedékes marad.
Nem sokkal ezután, mikor Dagobert éppen élvezné a frissen behajtott ötcentese illatát, hirtelen tüsszögni kezd. Eközben Donaldnak továbbra is kitart a szerencséje, és talál az utcán egy centet. Mikor visszatér bácsikájához, és a kezébe nyomja tartozása hátralékát, az ismét tüsszögni kezd. A roham csak egyre rosszabb lesz, miután Dagobert leheveredik egy pénzkupacra, hogy kipihenje magát. Donald elrohan egy orvosért, aki megállapítja, hogy Dagobertnek szénanáthája van, ráadásul valószínűleg a pénzre allergiás. Dagobert így, minél távolabb szeretett vagyonától, remeteként visszavonul egy barlangba. Pénze kezelését Donaldra bízza, de leszögezi, hogy ha veszteséget okoz neki, azt a saját zsebéből kell majd visszafizetnie.
Donald eltökélt szándéka, hogy  bebizonyítsa bácsikájának, hogy kapzsiság és könyörtelenség nélkül is lehet pénzt csinálni. Ebben a szellemben el is indul, hogy beszedje az aznap esedékes kölcsönök részleteit. Fizetni persze senki sem akar, és képtelenebbnél képtelenebb magyarázatokkal állnak elő, hogy kimagyarázzák magukat. Donald azonban ezekben a magyarázatokban jóhiszeműen logikát lát, és még további kölcsönöket oszt szét az adósok között.
Napokkal később Dagobert észreveszi, hogy elmúlt a pénzallergiája. Sebesen visszasiet a városba, ahol megrökönyödésére azt tapasztalja, hogy Donald egyetlen centet sem hajtott be, viszont minden vagyonát kölcsönadta. Donald, akárcsak a történet elején, ismét lebetegszik az aggodalomtól, miképp fogja visszafizetni az adósságát bácsikájának, ami azonban ez alkalommal már nem négy, hanem több százmilliárd dollár.
|  | Itt a vége a cselekmény részletezésének! |

## Motívumok
A Billions to Sneeze At Carl Barks korai Dagobert bácsi történetei közé tartozik, melyben Dagobert bácsi legfőbb jellemvonása a mérhetetlen kapzsiság. A cselekményben Dagobert kérlelhetetlenül kész elvenni egy szegény mosónő egyetlen bevételi forrását, a mosógépét, amiért annak öt cent hátraléka van az adósságából. Thomas Andrae könyvében a Billions to Sneeze At történetét Barks egyik példaértékű művének tekinti, melyben az szerző alkotásaira jellemző „etika egyensúly” igen szemléletesen jelentkezik. Barks történeteiben  – korának képregényeivel ellentétben –  nincs jelen olyan markánsan a dualista világszemlélet két szélsőségének, a jónak és a gonosznak harca. Barks számos művének alapját a Példabeszédek könyve „Összeomlás előtt kevélység a hírnök, felfuvalkodottság jár a bukás előtt.” mondása ihlette. Ennek megfelelően Barks műveiben egyensúly figyelhető meg a jó és a rossz között, melynek felbomlása vezet a konfliktushoz. Az egyensúlyvesztés általában a szereplők mohóságából vagy elbizakodottságából ered, melyek negatív hatásai tartalmazzák Barks képregényeinek erkölcsi tanulságát. A Billions to Sneeze At cselekményében a két véglet, a kapzsi Dagobert mohósága, és a jóhiszemű Donald elbizakodottsága vezet ahhoz, hogy az egyensúly felborul, és ez visszaüt magukra a szereplőkre is. Dagobert éppen a pénzre lesz allergiás, arra a dologra, amit mindennél jobban szeret. Ennek következménye, hogy remeteként vagyonától távol, egy barlangba kell visszavonulnia. Dagobert szűkmarkúságának Donald bőkezűsége képezi az ellentétét. Donald jóhiszeműen addig osztogatja bácsikája pénzét a fizetésképtelen ügyfelek között, míg végül semmi sem marad belőle. Az egyensúly megbomlása miatt Donald így ismét  adósságcsapdába esik.
A Billions to Sneeze At története az első, melyben Dagobert a pénzében fürdik. Barks ezzel a képletesen értendő szólást („olyan gazdag, hogy hempereg a pénzben”) változtatta valóssággá. Bár ebben a történetben Dagobert pénzfürdője saját kapzsiságának a szinonimája, a későbbi képregényekben, így például a mindössze két hónappal később megjelent A Financial Fable-ben, ez átalakul a szereplő gyermeki oldalának megnyilvánulásává, melyet egyébként, mint gazdag iparmágnás, munkája során kénytelen elnyomni.

## Megjelenése
A Western Publishing, a Dell Publishing partnercége 1950. augusztus 10-én vette át a tíz oldalas Billions to Sneeze At történetét, mely első alkalommal a Walt Disney’s Comics and Stories című sorozat 124. számában, 1951 januárjában jelent meg.